# Вербицкий, Леонид Лазаревич
Леони́д Ла́заревич Верби́цкий (9 декабря 1930, Харьков — 26 ноября 2006, Нью-Йорк) — советский, украинский и американский композитор.

## Биография
Родился 9 декабря 1930 года в Харькове в семье художника-графика Лазаря Яковлевича Вербицкого (1905, Кривой Рог — 1942, с. Коротояк)

### Детство
В 1934 году отца по службе перевели в «Киев, и семья переехала в столицу Украины. Отец руководил художественным отделом центральной газеты Вести». Сотрудничал с Владимирои Сосюрой, Александром Довженко, Максимом Рыльским, И. Д. Шевченко. Жили на улице Пироговской, рядом с домом литераторов. Начал заниматься музыкой еще до войны, но война прервала эти занятия, отец ушёл добровольцем на фронт и в 1942 году погиб. Мать, Вербицкая Елена Юрьевна, с двумя детьми была эвакуирована в Чкалов (Оренбург). В 1944 году освободили Киев и семья вернулась на родину. Тяга к музыке была всегда, его дядя с фронта привез в подарок аккордеон и он очень быстро научился на нем играть. Впоследствии он стал замечательным аккордеонистом и создал один из первых музыкальных ансамблей (квартет) на Киевском радио и телевидении.

### Семья
В 1956 году заключил брак с Галиной Генриховной (дев. Каплун). Жена работала в Киевском Доме ученых заведующим культмассовым сектором.
В 1958 году у них родилась дочь Наталия, которая училась в Киевской музыкальной школе-десятилетке им. Н. В. Лысенко, а потом в Киевская детская музыкальная школа № 3 им. В. С. Косенко. В 1977 году окончила Музыкальное училище им. Р. М. Глиэра.

### Работа
В 1956 году окончил Киевскую консерваторию по классу композиции у проф. Лятошинского. После окончания консерватории работал в Укрэстраде, всегда тяготел к эстрадной и джазовой музыке, хотя у него есть и классические произведения, фортепианная сюита, трио для скрипки, ф-но и контрабаса. Его инструментальная пьеса для трубы с оркестром издана и была записана в Москве с оркестром Юрия Силантьева.
В 1963 году пригласили в Киевский академический театр русской драмы имени Леси Украинки на должность музыкального руководителя, а также руководителем гастролирующего коллектива солистов Национального оперного театра. Но параллельно никогда не оставлял желания писать эстрадные пьесы и песни. Каждую новую песню записывал в Москве для передачи «С добрым утром!», «Голубой огонёк». Его песни исполнялись во многих эстрадных коллективах страны и некоторых зарубежных коллективах: греческим ансамблем под управлением Кацароса, югославскиe певцы Джордже Марьянович и Радмила Караклаич.
Сотрудничал с Леонидом Утёсовым, Николаем Сличенко, Олегом Лундстремом. Около 20-ти лет дружил с поэтом Александром Вратарёвым, их песня «Идёт девчонка» в исполнении Юлии Пашковской стала всемирно известным шлягером, а песня «Дуэль» (1969) , известная под названием «Романс Натали», стала любимой многими поколениями.
Песни Леонида Вербицкого исполняли Иосиф Кобзон, Зинаида Невская, Тамара Миансарова, Майя Кристалинская, Юрий Гуляев, Виктор Вуячич, Татьяна Окуневская, Евгения Мирошниченко, Дмитрий Гнатюк, Валентина Куприна, Лина Прохорова, Алла Савенко и много других.

### Эмиграция
В 1979 году должен был эмигрировать с семьёй в США. Американская оперная певица Галина Адриадис взяла в репертуар его песню «Лелеки (Аисты)», а композитора обвинили в измене родине, в сотрудничестве с США. Когда приехал в США, встретился с актрисой и певицей Эвелиной Белюц и стал её аккомпаниатором, а её муж — конферансье и режиссером концертов. Играл на фортефиано в дуэте с аккордеонистом Борисом Векслером. Делал передачи для русского радио в Нью-Йорке под названием «Открывая занавес», в которых рассказывал о встречах с интересными людьми.
В США Леонид Вербицкий написал много новых музыкальных произведений, автор посвящений Аде Роговцевой и Раймонду Паулсу, написал цикл посвящений памяти — Клавдии Шульженко, Леонида Утёсова, Едит Пиаф, Марселя Марсо. Дочь Наталия (Славутер) занималась музыкой, сейчас работает в туристическом бизнесе, у неё двое сыновей. Жена композитора работала в газете «Новое русское слово», затем в библиотеке.
Организовали музыкальный салон, проводили творческие встречи с музыкантами, певцами, режиссёрами, актёрами, журналистами. У них побывали Людмила Лядова, Тамара Миансарова, Тамара Гвердцители, Нани Брегвадзе, Роман Виктюк, Ада Роговцева, Белла Ахмадулина, Владимир Быстряков, Марк Розовский, Лия Глаз, Клара Новикова, Николай Караченцев, Владимир Винокур, актёры Киевского театра оперетты — Тамара Тимошко, Сергей Павлинов, Ирина Лапина, Георгий Горюшко, журналист, актёр, драматург, писатель и сценарист Игорь Афанасьев, певицы Ирина Фогельсон и Виктория Лисина и много других. С гастролями объездил всю Америку и Канаду. Пел для российской и украинской диаспоры.
Выпустил целый ряд музыкальных компакт-дисков, среди них «След на земле», «Снимите шляпы, шансонье…».
В 2003 году Леонид Вербицкий посетил Киев, дал интервью газете «Kрещатик»..
Леонид Лазаревич Вербицкий ушёл из жизни 26 ноября 2006 года в Нью-Йорке. Похоронен на Маунт-Кармел (мемориал).

## Творчeствo

### Избранные песни
- На реке (1958) — (слова А.Вратарёв) — Зинаида Невская
- Жили-были (1961) (слова А.Вратарёв) — Квартет «Улыбка»
- Идёт девчонка (1965) — (слова А.Вратарёв) — Ю.Пашковская; И. Кобзон
- Синие розы — (слова Ю.Ерусалимский) — исполняет М.Кристалинская
- Просто-напросто — (слова А.Вратарёв) — М.Кристалинская; Ю.Пашковская
- Натали (Дуэль) (1969) — (слова А.Вратарёв) — Л.Вербицкий; Г.Горюшко; В. Лисина
- Да или нет — (слова А.Вратарёв) — А.Савенко
- Ти прийди — (слова Л.Ковальчук) — В.Куприна
- Далёкая песня (слова Ю.Ерусалимский) — В.Куприна
- Киев чудесный — (слова И.Барах) — В.Куприна
- Лелеки (Аисты) — (слова Л. Ковальчук) — Т.Миансарова
- Любишь не любишь — (слова М. Куруц) — Т.Миансарова
- Карусель — (слова А.Вратарёв) — К.Огневой
- Намисто — (слова Л.Ковальчук) — ВИА «Чайки»
- Люба, Любаша, Любовь — (слова М.Куруц) — ВИА «Поющие юнги»
- След на земле — (слова А.Вратарёв) — Л.Вербицкий
- Вальс воспоминание — (слова Я.Голованевский) — В.Санников; И.Фогельсон
- Песня об Утёсове — (слова Я.Голованевский) — Б.Певзнер
- Мой джаз — (слова С.Бирюков) — С.Абашев
- Великий мим — (слова Я.Голованевский) — Г. Конарева
- Снимите шляпы, шансонье — (слова Г.Розенберг) — Г.Конарева
- Осенняя акварель — (слова Э.Гуревич) — Г.Конарева

### Музыка к мультфильмам
- 1972 — Тигрёнок в чайнике
- 1973 — Почему у ёлочки колючие иголочки
- 1973 — Тайна Страны земляники
- 1974 — Зелёная пилюля — стихи А.Вратарёв
- 1975 — История с единицей
- 1975 — Какого рожна хочется?
- 1977 — Парасолька на модном курорте